# روبرت كوت
روبرت كوت (4 فبراير 1909 - 26 نوفمبر 1982) ممثل إنجليزي، لعب دور الأرستقراطيين أو العسكريين البريطانيين في العديد من الأفلام، ابتكر دور العقيد هيو بيكرينغ في إنتاج برودواي الأصلي طويل الأمد لمسرحية (سيدتي الجميلة). شارك في عدة أفلام منها فيلم سجين زندا.